# Toxoid
Toxoid (též anatoxin) je bakteriální toxin (obvykle exotoxin), jehož toxicita byla snížena nebo odstraněna buď chemicky (např. formaldehydem) nebo tepelně, přičemž jiné vlastnosti, typicky imunogenicita, zůstávají zachovány. Toxoidy se používají ve vakcínách, protože vyvolávají imunitní reakci na původní toxin nebo posilují reakci na jiný antigen.
Například tetanický toxoid je odvozen od tetanospasminu produkovaného bakterií Clostridium tetani a způsobujícího tetanus. Tetanický toxoid se používá v mnoha plazmacentrech v USA k vývoji plazmaticky bohatých vakcín.